# Кайфен
Кайфен, раніше також Бяньлян, Бяньцзин, Далян — міський округ в провінції Хенань КНР. Столиця Китаю в часи династії Північна Сун, 960—1127 роки.

## Клімат
Місто знаходиться у зоні, котра характеризується вологим субтропічним кліматом. Найтепліший місяць — липень із середньою температурою 27.4 °C (81.3 °F). Найхолодніший місяць — січень, із середньою температурою 0.3 °С (32.5 °F).
| Клімат Кайфена          | Клімат Кайфена | Клімат Кайфена | Клімат Кайфена | Клімат Кайфена | Клімат Кайфена | Клімат Кайфена | Клімат Кайфена | Клімат Кайфена | Клімат Кайфена | Клімат Кайфена | Клімат Кайфена | Клімат Кайфена | Клімат Кайфена |
| Показник                | Січ.           | Лют.           | Бер.           | Квіт.          | Трав.          | Черв.          | Лип.           | Серп.          | Вер.           | Жовт.          | Лист.          | Груд.          | Рік            |
| Середній максимум, °C   | 5,3            | 7,6            | 14             | 21,3           | 27,5           | 32,3           | 32             | 30,7           | 26,3           | 21,1           | 13,6           | 7,3            | 19,9           |
| Середня температура, °C | 0,3            | 2,5            | 8,3            | 15,1           | 20,9           | 25,8           | 27,4           | 26,3           | 21,2           | 15,6           | 8,5            | 2,3            | 14,5           |
| Середній мінімум, °C    | −5,1           | −3,2           | 2,1            | 8,8            | 14,4           | 19,8           | 22,6           | 21,5           | 15,8           | 9,5            | 2,6            | −3,3           | 8,8            |
| Норма опадів, мм        | 8.1            | 11.5           | 23.3           | 43.4           | 48.1           | 68.9           | 160.6          | 132.4          | 71             | 41.9           | 23.4           | 8.3            | 640.9          |
| Днів з опадами          | 2,8            | 4,5            | 5,9            | 8,2            | 6,8            | 7,6            | 12,7           | 10,6           | 10             | 7,8            | 5,8            | 3,4            | 86,1           |
| Вологість повітря, %    | 57.4           | 59.6           | 59.1           | 60             | 59.5           | 58.9           | 75.9           | 78.6           | 73.9           | 70             | 66.6           | 60.4           | 65             |
| ----------------------- | -------------- | -------------- | -------------- | -------------- | -------------- | -------------- | -------------- | -------------- | -------------- | -------------- | -------------- | -------------- | -------------- |
| Джерело: Weatherbase    |                |                |                |                |                |                |                |                |                |                |                |                |                |

## Адміністративний поділ
Міський округ поділяється на 5 районів і 4 повіти:
| Карта                                                                               | Карта       | Карта      | Карта            |
| ----------------------------------------------------------------------------------- | ----------- | ---------- | ---------------- |
| ① ② ③ ④ ⑤ Вейши Тунсюй Ці Ланькао ① Лунтін ② Гулоу ③ Юйвантай ④ Шуньхе-Хуей ⑤ Сянфу |             |            |                  |
| Статус                                                                              | Назва       | Оригінал   | Населення (2020) |
| Район                                                                               | Гулоу       | 鼓楼区     | 136 167          |
| Район                                                                               | Лунтін      | 龙亭区     | 574 552          |
| Район                                                                               | Сянфу       | 祥符区     | 672 139          |
| Район                                                                               | Юйвантай    | 禹王台区   | 124 859          |
| Етнічний район                                                                      | Шуньхе-Хуей | 顺河回族区 | 227 864          |
| Повіт                                                                               | Вейши       | 尉氏县     | 839 809          |
| Повіт                                                                               | Ланькао     | 兰考县     | 777 278          |
| Повіт                                                                               | Тунсюй      | 通许县     | 539 222          |
| Повіт                                                                               | Ці          | 杞县       | 932 126          |

## Історія
Кайфен входить в число семи історичних столиць Китаю.
Заснування міста припадає на 364 до н. е., його побудували як столицю царства Вей (魏); в Період Воюючих царств (Чжаньго) місто називалося Далян. В цей час довкола міста було збудовано велику кількість іригаційних каналів.